# Rama IX
Phra Chaoyuhua Bhumibol Adulyadej (Thai: ภูมิพลอดุลยเดช; Phumiphon Adunyadet) (Cambridge, Massachusetts, 5 december 1927 – Bangkok, 13 oktober 2016), kortweg Rama IX of Bhumibol [pʰuːmipʰon] de Grote, was de 9e koning (rama) van de Chakri-dynastie in Thailand.
Hij volgde zijn broer Rama VIII als koning op nadat deze in 1946 dood was aangetroffen in zijn slaapkamer. Bhumibol was koning van Thailand van 9 juni 1946 tot aan zijn overlijden en was bij leven de langst regerende monarch ter wereld. Hij is, na Lodewijk XIV en Elizabeth II derde op de ranglijst van vorsten met de langste regeerperiode in de geschiedenis van de mensheid. Hij werd geboren als de zoon van prins Mahidol Adulyadej (prins van Songkhla, zoon van koning Rama V) en prinses Somdej Phra Sri Nakarindhara. Bhumibol was zeer geliefd bij zijn volk. Hij beschikte ook over een zekere mate van artistieke begaafdheid en heeft zich een naam verworven als jazzmusicus (saxofoon) en -componist.

## Titel
Zijn volledige titel was "Phra Bat Somdet Phra Poramintharamaha Bhumibol Adulyadej Mahitalathibet Ramathibodi Chakkrinaruebodin Sayamminthrathirat Borommanatbophit" (Thai: พระบาทสมเด็จพระปรมินทรมหาภูมิพลอดุลยเดช มหิตลาธิเบศรรามาธิบดี จักรีนฤบดินทร สยามินทราธิราช บรมนาถบพิตร; beluisterⓘ).

## Levensloop

### Kroning
Nadat zijn broer, Ananda Mahidol, door een kogel gedood, was gevonden in zijn slaapkamer werd prins Bhumibol Adulyadej op 9 juni 1946 benoemd tot koning van Thailand. Hij keerde echter eerst terug naar Zwitserland om zijn studie in rechten en politiek af te ronden. Hij trouwde op 28 april 1950 met Mom Rajawongse Sirikit Kitiyakara en een paar dagen later, op 5 mei 1950, werd hij tot koning gekroond.

### Regering
Bhumibol werd koning in een tijd waarin de militairen het voor het zeggen hadden. Vooral vanaf 1973 droeg de koning veel bij aan de vestiging van een redelijk stabiele parlementaire democratie in zijn land. Gedurende zijn regering vonden vele militaire staatsgrepen plaats, maar een aantal keer dirigeerde de koning de troepen terug naar de kazernes. Andere keren bemiddelde hij tussen opperbevel en burgerregering.
De koning liet vaak openlijk kritiek horen op regeringen tijdens zijn redes op de dag voor zijn verjaardag. Zo uitte hij in 2003 in een rede kritiek op minister-president Thaksin Shinawatra. De koning berispte Thaksin op 4 april 2006, waarna deze beloofde af te treden, maar toch doorging als "waarnemend" premier.
In januari 2004 legden de Nederlandse koningin Beatrix en kroonprins Willem-Alexander een staatsbezoek af.
Bhumibol voorzag de staatsgreep op 19 september 2006 in wezen van zijn goedkeuring door deze niet te veroordelen en door de leiders van de coup op zijn paleis te ontvangen.
In mei/juni 2006 werd zijn 60-jarig jubileum als koning groots gevierd in Thailand. Ook internationaal ontving de koning erkenning, getuige de uitreiking van de allereerste Human Development Lifetime Achievement Award van de Verenigde Naties door secretaris-generaal Kofi Annan op 26 mei 2006.

### Overlijden
Hij overleed op 13 oktober 2016 om 15.52 uur in het Siriraj Ziekenhuis te Bangkok. Wegens zijn slechte gezondheid werd hij er al meerdere jaren verpleegd. De Thaise regering verordonneerde na zijn overlijden een landelijke rouwperiode van precies een jaar. De dag na zijn overlijden was in heel Thailand een officiële vrije dag om de inwoners gelegenheid te geven tot rouwen. Alle inwoners werden opgeroepen zwarte kleding te dragen. Nieuwswebsites gingen op zwart-wit en op de Thaise televisie werden verplicht alleen nog programma's in zwart-wit over het leven van Bhumibol uitgezonden. Op 15 oktober middernacht kregen de radio- en tv-stations weer toestemming om hun gebruikelijke programmering in te stellen. Ze mochten echter niet over hem uitweiden, noch een analyse geven over zijn verrichtingen. Vlak na zijn overlijden werden in Thailand de nieuwszenders BBC en CNN tijdelijk uit de lucht gehaald. Dertig dagen lang gingen de vlaggen op overheidsgebouwen halfstok.

### Crematie
Zijn crematie vond plaats op 26 oktober 2017 op het plein Sanam Luang in Bangkok.

## Persoonlijk leven

### Familie
Koning Bhumibol had met koningin Sirikit vier kinderen:
- Prinses Ubol Ratana, geboren op 5 april 1951. Zij is sinds 1998 gescheiden. De prinses heeft drie kinderen, twee dochters en een zoon die tijdens de tsunami in Phuket omkwam.
- Koning Maha Vajiralongkorn, geboren op 28 juli 1952. Hij kreeg op 29 april 2005 een zoon en opvolger genaamd Dipangkorn Rasmijoti.
- Prinses Maha Chakri Sirindhorn, geboren op 2 april 1955.
- Prinses Chulabhorn, geboren op 4 juli 1957. De prinses is gescheiden en moeder van twee dochters.

Galyani Vadhana was de enige (oudere) zus van Bhumibol.

### Interesses
De koning was een groot muziekliefhebber: hij speelde saxofoon, componeerde en was een liefhebber van jazz. Er zijn talloze cassettebandjes en cd's in Thailand in omloop met composities van de koning. Een foto van de koning met Elvis Presley komt men op zeer veel plaatsen in Thailand tegen. Hij schreef een aantal werken voor harmonieorkest:
- Love at Sundown
- Magic Beams
- Near Dawn
- Never Mind the H.M. Blues
- No Moon
- Oh I Say
- Royal Marines March
- Somewhere Somehow
- Twilight

Daarnaast was hij de patroonheilige van de Radio Amateur Society of Thailand (RAST) met de radioamateur callsign HS1A.

## Verering
Koning Bhumibol werd bij leven zeer gerespecteerd door de Thai. Veel Thais vergelijken hem met koning Rama V. De koning wordt in Thailand onder andere vereerd doordat voor een film in de bioscoop en voor of na een concert muziek ter ere van de koning wordt gespeeld, waarbij iedereen moet gaan staan. In de bioscoop worden dan foto's van zijn activiteiten getoond. Er wordt dan een van zijn eigen composities gespeeld of een speciale koninklijke hymne. Er hangt in vrijwel alle Thaise huizen een portret van de koning. Iedere dag om 8 uur en 18 uur wordt het volkslied op alle radio- en tv-stations gespeeld. Ook dan worden er hoogtepunten uit zijn leven getoond. Het journaal op de tv heeft altijd een onderdeel met koninklijk nieuws. Dat ging bij zijn leven in de eerste plaats over de activiteiten van de koning, maar ook over activiteiten van andere leden van de koninklijke familie. In het bijzijn van de koning wordt iedereen geacht lager te zitten dan hij en mag niets direct in zijn handen gegeven worden. De verjaardag van de koning, 5 december, is een nationale feestdag en ook Vaderdag. De verjaardag van de koningin, 12 augustus, is Moederdag.

## Koninklijke projecten

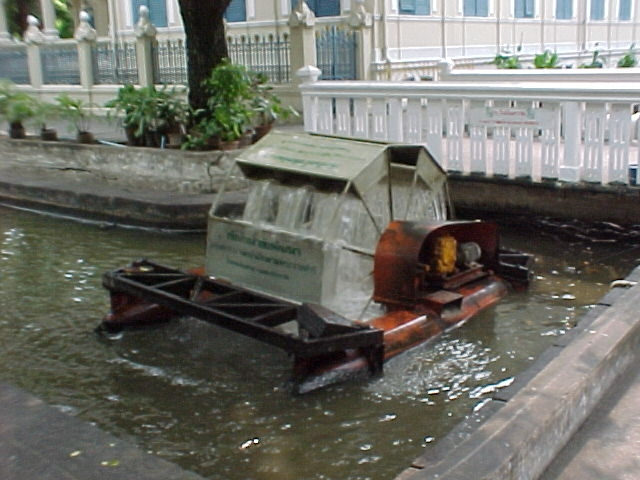
De Chai Pattana water aerator, uitgevonden door koning Bhumibol

De koning legde een grote interesse aan de dag voor het alledaagse leven van zijn onderdanen. Hij bezocht dorpen en liet betere landbouwmethoden ontwikkelen om de arme boeren te helpen. Ook heeft hij projecten gestart om de bergvolkeren in Thailand te helpen. Weliswaar is verering van de koning een Thaise traditie, maar Bhumibol heeft zich in zijn lange werkzame leven wel degelijk ingezet voor zijn volk. Hij heeft altijd zeer actief alle delen van zijn koninkrijk bezocht en waar hij misstanden of problemen aantrof adviezen gegeven om deze op te heffen. Dit heeft vaak geresulteerd in de zogenaamde "Koninklijke Projecten".
Het bekendst in dit opzicht is zijn actieve bemoeienis om de opiumteelt in het noorden van Thailand te vervangen door andere gewassen. In zijn paleistuin heeft hij daartoe diverse proeven gedaan. Na een mislukking om de aardbeienteelt als alternatief in te voeren, zijn veel boeren met succes overgeschakeld op het verbouwen van koffie en thee en is de opiumteelt in Thailand vrijwel verdwenen. Deze voor Thailand nieuwe producten worden deels door de overheid (en aan de overheid gelieerde bedrijven als Thai Airways International) afgenomen, hetgeen een inkomensgarantie voor de betreffende boeren betekent.
Een ander Koninklijk Project omvat het tegen een zeer lage prijs ter beschikking stellen van een waterbuffel (in het Thais kwai) aan boeren. Enerzijds worden de boeren hiermee beschermd tegen de op termijn hoge onderhoudskosten van een tractor en anderzijds wordt een oude traditie in ere gehouden.
Bhumibol heeft zijn creativiteit ook verder gebruikt om oplossingen te bedenken ten behoeve van zijn volk. Zo is hij de uitvinder van de Chai Pattana water aerator, een relatief eenvoudig apparaat om zuurstofarm water te voorzien van zuurstof. Hij heeft voor dat apparaat in Thailand een octrooi aangevraagd en gekregen. Ook is hij de initiator geweest om proeven te doen met biodiesel, een brandstof voor voertuigen, op basis van een mengsel van diesel en uit landbouwproducten verkregen alcohol. Bhumibol wordt in Thailand ook wel de "vader van de Thaise technologie" genoemd.

## Majesteitsschennis
Op majesteitsschennis staat in Thailand een gevangenisstraf van minimaal drie jaar tot maximaal vijftien jaar, hoewel in spaarzaam voorkomende gevallen Bhumibol gratie verleende. Onder majesteitsschennis vallen zaken als het verscheuren van bankbiljetten met de beeltenis van de koning of erop gaan staan.
In 2002 verwerkte een Amerikaanse bareigenaar de beeltenis van Bhumibol in het logo van zijn zaak. De Thaise minister van Buitenlandse Zaken en Handelsbetrekkingen sommeerde de eigenaar de beeltenis te verwijderen.
In april 2007 besloot de Thaise overheid om de website YouTube te blokkeren voor surfers in Thailand. Reden was dat in een filmpje de draak werd gestoken met de koning en er beelden waren te zien van voeten die op zijn gezicht stapten. Dit gebeurde nadat niet lang daarvoor een Zwitserse man in Thailand tot tien jaar gevangenisstraf was veroordeeld wegens het aanbrengen van verf op foto's van het gezicht van de koning. De man kreeg gratie van de koning en na vijf maanden werd YouTube weer toegelaten op het internet in Thailand.

## Eretitel en records
Op 5 mei 1987 kreeg hij de eretitel de Grote toebedeeld, vanaf 2 juli 1988 was hij de langst heersende koning in de Thaise geschiedenis en vanaf 23 mei 2000 de oudste koning die Thailand ooit had gehad. Vanaf 2000 was hij ook de langstzittende nog levende monarch in de wereld; hij had hierin een voorsprong van zes jaar op koningin Elizabeth II van het Verenigd Koninkrijk.